# Persicaria senegalensis
Persicaria senegalensis är en slideväxtart som först beskrevs av Meissner, och fick sitt nu gällande namn av Soják. Persicaria senegalensis ingår i släktet pilörter, och familjen slideväxter. Utöver nominatformen finns också underarten P. s. albotomentosa.